# 勒莫维尔 (孚日省)
勒莫维尔（法語：Removille，法語發音：[ʁəmɔvil] ⓘ）是法国大東部大區孚日省的一个市镇，属于讷沙托区。

## 地理
勒莫维尔（48°21'42"N, 5°50'21"E）面积7.55 平方千米，位于法国大東部大區孚日省，该省份为法国东北部内陆省份，北起默兹省和默尔特-摩泽尔省，西接上马恩省，南至上索恩省和贝尔福地区省，东临上莱茵省和下莱茵省。
与勒莫维尔接壤的市镇（或旧市镇、城区）包括：阿乌兹、阿蒂涅维尔、巴莱维尔、兰维尔、武克塞。
勒莫维尔的时区为UTC+01:00、UTC+02:00（夏令时）。

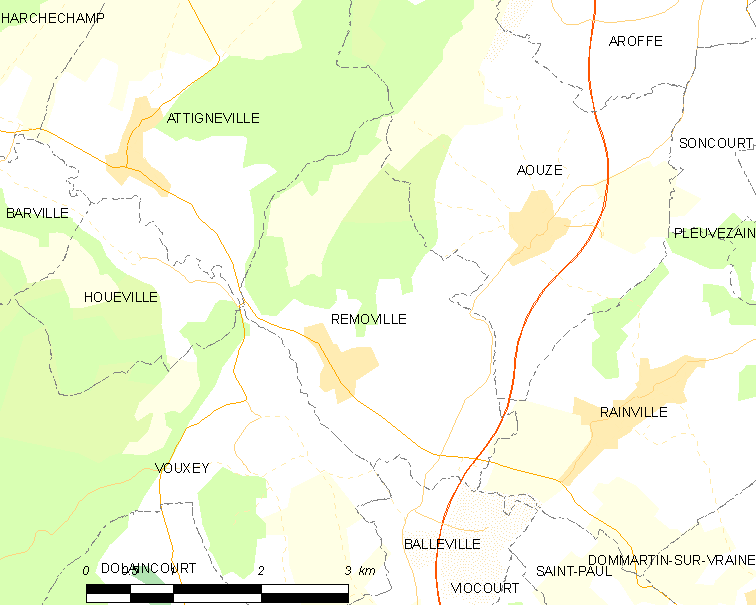
勒莫维尔的OSM定位图

## 行政
勒莫维尔的邮政编码为88170，INSEE市镇编码为88387。

## 政治
勒莫维尔所属的省级选区为米尔库尔县。

## 人口

1962-2008年间勒莫维尔人口变化图示

勒莫维尔于2022年1月1日时的人口数量为194人。